# 솔리헐 도시 자치구

솔리헐 도시 자치구의 위치

솔리헐 도시 자치구(영어: Metropolitan Borough of Solihull)는 잉글랜드 웨스트미들랜즈주에 위치한 도시 자치구로 중심 도시는 솔리헐이며 면적은 178.3km2, 인구는 209,890명(2014년 기준), 인구 밀도는 1,200명/km2이다.

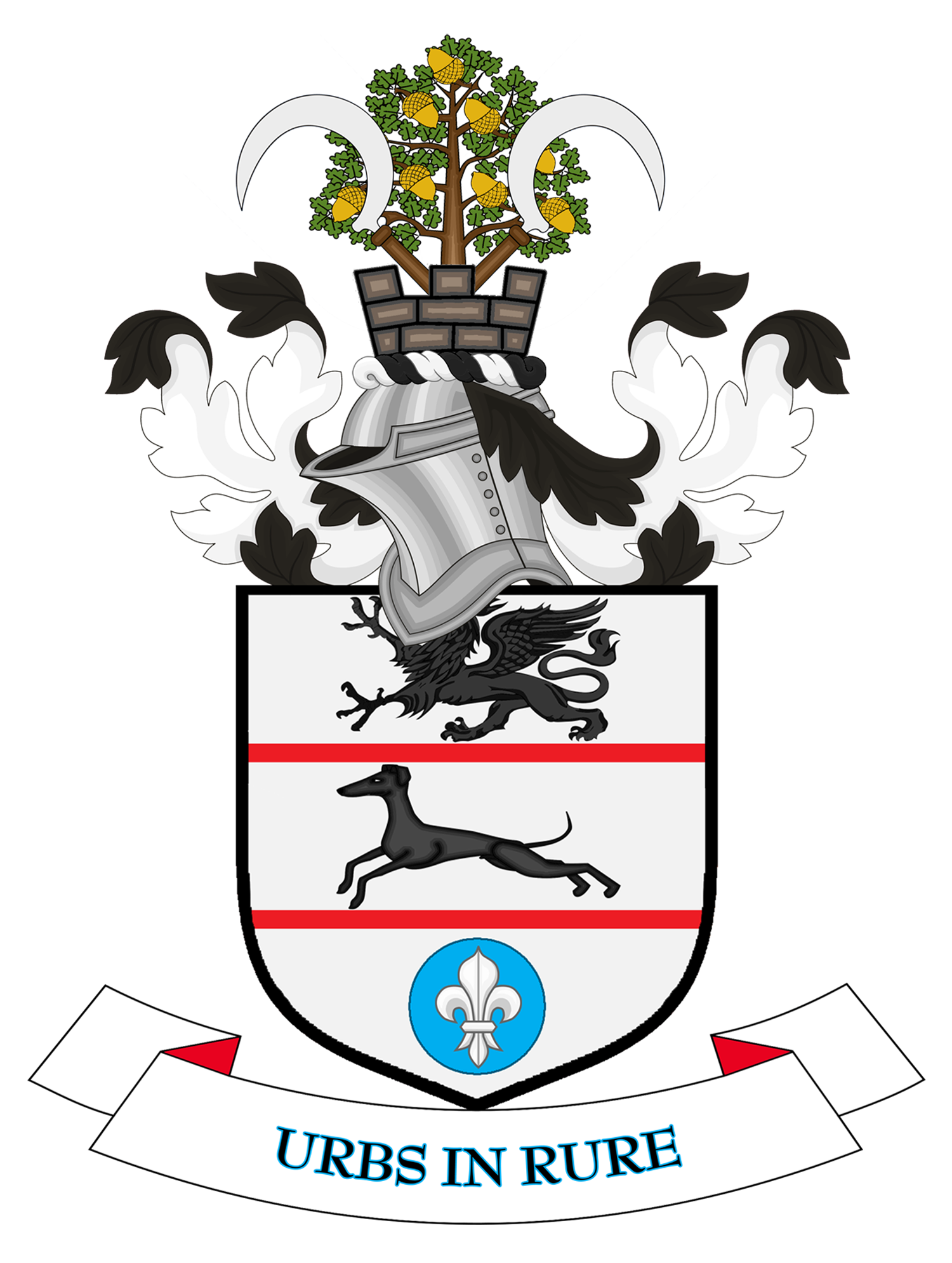
시 문장